# Convención domínico-americana

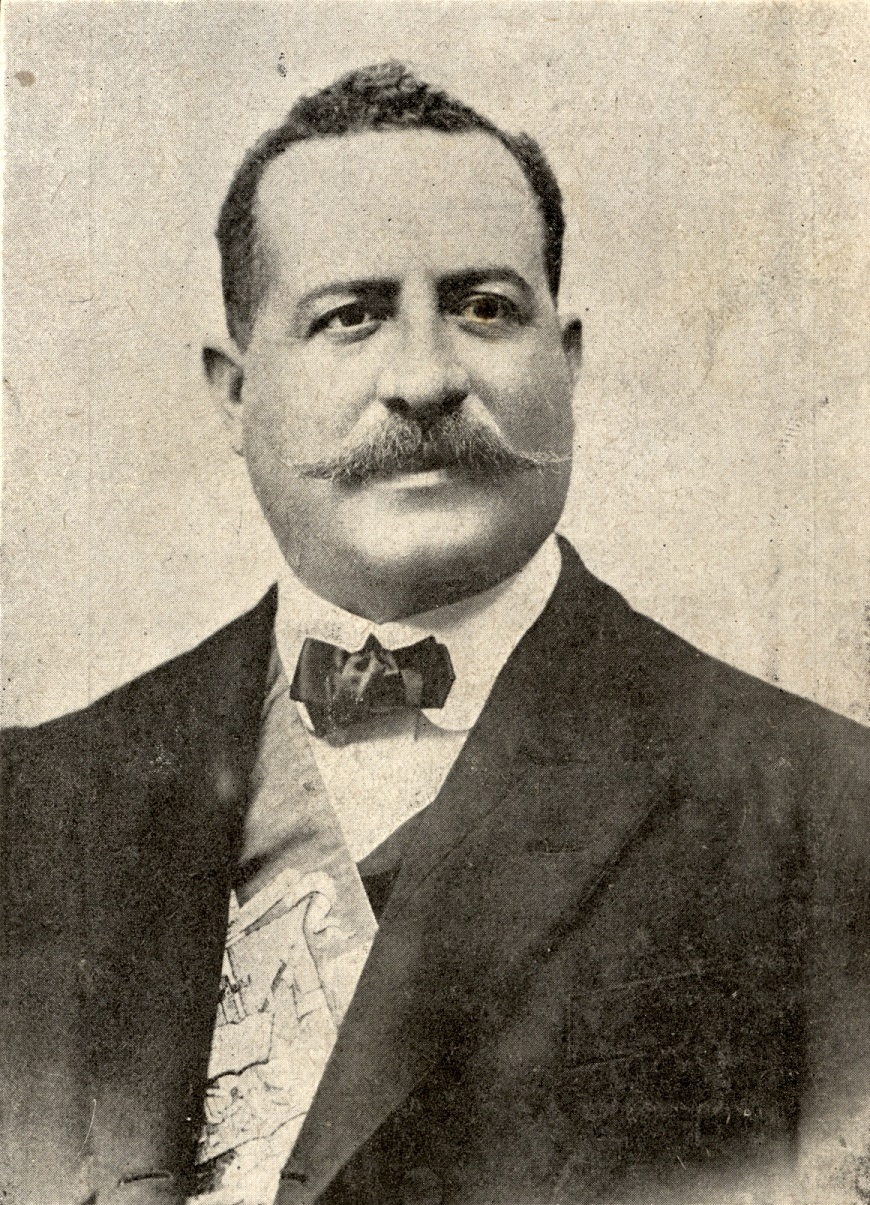
Ramón Cáceres, responsable de la firma de la Convención domínico-americana

La Convención domínico-americana fue un acuerdo firmado entre el gobierno de la República Dominicana y de Estados Unidos en 1907, durante las presidencias de Ramón Cáceres y Theodore Roosevelt en los respectivos países. El convenio supuso el control total de las aduanas dominicanas por parte del gobierno estadounidense con el fin de pagar la deuda externa contraída durante los años anteriores por los mandatarios dominicanos.
La Convención tuvo un antecedente en 1905 durante la presidencia de Carlos Morales Languasco, pero nunca llegó a ser ratificada por el Congreso de los Estados Unidos. Este acuerdo tuvo un impacto duradero en la historia dominicana, ya que fue el detonante de la primera ocupación militar estadounidense a la República Dominicana.

## Antecedentes
A lo largo de la Segunda República, la política dominicana se caracterizó por una fuerte inestabilidad, alternancia de los partidos y gobiernos de corta duración. Esto repercutió en la economía del país, que no pudo crecer y desarrollarse debido a las constantes tensiones políticas. Empezando en 1869, los presidentes dominicanos buscarán ayudas externas para solventar la situación.

### Empréstito Hartmont
El 1 de mayo de 1869, el gobierno de Buenaventura Báez llegó a un acuerdo con la empresa británica Hartmont Brothers&Co. que consistía en el desembolso de 420,000 libras esterlinas. A cambio, el Estado dominicano hipotecaba los ingresos aduaneros de los puertos de Santo Domingo y Puerto Plata, minas de carbón, bosques y los depósitos de guano de la isla de Alto Velo.
El empréstito resultó fraudulento, ya que la República Dominicana no recibió la cantidad fijada. Aun así, el dinero recibido sirvió a Báez para resistir las amenazas de sus adversarios políticos, principalmente Luperón y Cabral.
La situación económica resultante fue incluso peor que la anterior y, sumada a otros factores, condujo al país a una crisis financiera. Esto motivó la búsqueda de nuevos préstamos.

### Acuerdos con la Westendorp
Durante el gobierno de Ulises Heureaux, apodado Lilís, se firmó un nuevo tratado con el plan de arreglar la situación con la deuda externa. La neerlandés Westendorp & Cía. pagaría 770,000 libras esterlinas, según lo estipulado en un primer acuerdo, el cual fue ratificado por el Congreso de la República Dominicana el 26 de octubre de 1888. Este sería "el inicio de una serie de acuerdos financieros por parte de Lilís que terminaron arruinando la economía".
En septiembre de 1890, Lilís se aseguró un nuevo préstamo con la Westendorp por 900,000 libras con el pretexto de construir un ferrocarril entre Santiago y Puerto Plata. De esta manera, Heureaux podía hacer frente a su maquinaria política y perpetuarse en el poder.
Buscó otro acuerdo con la misma empresa en 1892, pero para este punto la Westendorp estaba a punto del colapso. Es entonces cuando entre la San Domingo Improvement Company, que se hace cargo de la deuda externa dominicana. En marzo de 1893 el gobierno de Lilís permitió a la nueva empresa heredar los intereses de la Westendorp. Esto abrió la puerta a la injerencia estadounidense en los asuntos dominicanos.
Las diferencias políticas, la crisis financiera y el descontento generalizado condujeron al final del gobierno de Heureaux, quien fue asesinado el 26 de julio de 1899.

### Modus Vivendi
La situación de la deuda externa llevó al gobierno de Carlos Morales Languasco a buscar un acuerdo con Estados Unidos. En 1905 consigue una solución al ceder la total supervisión de las aduanas al gobierno estadounidense, a la vez que aquel país recibía el 55% de los ingresos aduaneros. Esto supondría un protectorado sobre la República Dominicana, motivo por el cual el plan fue rechazado por el Congreso de los Estados Unidos.
Aun así, las medidas empezaron a aplicarse en la práctica. El presidente Morales autorizó el 31 de marzo de 1905 al presidente de los Estados Unidos a designar a un supervisor de las aduanas dominicanas. A esta situación se le llamó Modus Vivendi, locución latina que significa "modo o forma de vida".
Esto calmó las tensiones de los acreedores y permitió un leve crecimiento de la economía dominicana durante el gobierno de Morales. Cuando este renuncia en enero de 1906, asume la jefatura de Estado su vicepresidente, Ramón Cáceres.

## La Convención
En marzo de 1906 el gobierno de Ramón Cáceres retoma las conversaciones con expertos financieros estadounidenses sobre el tema de la deuda externa. El Modus Vivendi estaba funcionando bien, pero debía ser ratificado y además era necesario consolidar la deuda dominicana.
Estados Unidos estaba altamente interesado en mantener el control sobre el entorno del Caribe, sobre todo en el contexto de la construcción del canal de Panamá. Esto motivó al gobierno de Theodore Roosevelt a asegurar un acuerdo favorable para sus intereses. Se estipuló entonces que el gobierno dominicano cedería el control de las aduanas a las autoridades estadounidenses.
La Convención domínico-americana contenía los siguientes puntos:
- Las recaudaciones aduaneras de la República Dominicana estarían bajo la supervisión de la Receptoría General de Aduanas.
- El 45% de los ingresos aduaneros serían percibidos por el gobierno dominicano.
- El 50% de los ingresos aduaneros se destinarían al pago de la deuda externa a los bancos estadounidenses.
- El 5% restante se usaría para financiar la Receptoría General de Aduanas.

El documento fue firmado el 8 de febrero de 1907 en Santo Domingo, a la vez que también era ratificado por el Congreso de los Estados Unidos. De esta manera, el gobierno estadounidense pasó a supervisar completamente las aduanas dominicanas.

## Consecuencias
La Convención domínico-americana permitió al gobierno de Ramón Cáceres conseguir una relativa estabilidad política y un cierto desarrollo económico. El excedente proveniente del 45% correspondiente de las aduanas fue invertido en infraestructura: el ferrocarril a Moca, líneas de telégrafo, mejora del sistema postal, construcción de puertos y muelles y trabajos en carreteras.
Tras el asesinato de Cáceres, la inestabilidad política volvió al país y cuatro gobernantes se sucedieron entre 1911 y 1914. El 6 de diciembre de 1914 asume la presidencia Juan Isidro Jimenes, quien será presionado por el gobierno de Estados Unidos para que se cumpla lo pactado por la Convención.
Cuando una sublevación consigue de derrocar a Jimenes el 7 de mayo de 1916, los estadounidenses siguen de cerca la situación del país y decide enviar tropas y barcos a Santo Domingo. Finalmente, el 29 de noviembre de 1916, el capitán Knapp proclama el inicio del gobierno militar estadounidense, alegando las condiciones de la Convención domínico-americana. De esta manera inicia la primera intervención militar estadounidense a la República Dominicana.